# Gryżewo
Gryżewo (deutsch Griesgirren, 1938 bis 1945 Grieswalde) ist ein Dorf in der polnischen Woiwodschaft Ermland-Masuren und gehört zur Landgemeinde Banie Mazurskie (Benkheim) im Powiat Gołdapski (Kreis Goldap).

## Geographische Lage
Gryżewo liegt im Nordosten der Woiwodschaft Ermland-Masuren. Bis zur Kreisstadt Gołdap (Goldap) sind es 16 Kilometer in nordöstlicher Richtung, und die frühere und heute auf russischem Staatsgebiet gelegene Kreishauptstadt Darkehmen (1938 bis 1946 Angerapp, russisch Osjorsk) ist gleich weit entfernt in nördlicher Richtung.

## Geschichte
Das vor 1566 Graszgirey Neusassen, vor 1585 Grasgirren, nach 1785 Grisgirren und bis 1938 Griesgirren genannte Dorf wurde 1874 in den neu errichteten Amtsbezirk Ballupönen eingegliedert. Dieser – 1939 in „Amtsbezirk Schanzenhöh“ umbenannt – gehörte bis 1945 zum Kreis Darkehmen (1939 bis 1945 „Landkreis Angerapp“ genannt) im Regierungsbezirk Gumbinnen der preußischen Provinz Ostpreußen.
Griesgirren verzeichnete im Jahre 1910 – bevor 1928 der Gutsbezirk Zargen (polnisch Szarek) eingemeindet wurde – insgesamt 225 Einwohner. Ihre Zahl verringerte sich bis 1925 auf 212, betrug 1933 noch 201 und belief sich 1939 auf nur noch 196. Am 3. Juni (amtlich bestätigt am 16. Juli) 1938 wurde Griesgirren aus politisch-ideologischen Gründen der Abwehr fremdländisch klingender Ortsnamen in „Grieswalde“ umbenannt.
Im Jahre 1945 kam das Dorf in Kriegsfolge mit dem gesamten südlichen Ostpreußen zu Polen und erhielt die polnische Namensform „Gryżewo“. Heute ist das Dorf Sitz eines Schulzenamtes (polnisch Sołectwo) für Czupowo (Schupowen, 1938 bis 1945 Schuppau) und Gryżewo und eine Ortschaft im Verbund der Landgemeinde Banie Mazurskie im Powiat Gołdapski, vor 1998 der Woiwodschaft Suwałki, seither der Woiwodschaft Ermland-Masuren zugehörig.

## Religionen
Die mehrheitlich evangelische Bevölkerung Griesgirrens resp. Grieswaldes war vor 1945 in das Kirchspiel der Kirche in Klein Szabienen/Schabienen (1938 bis 1945 Kleinlautersee, polnisch Żabin) eingepfarrt, die zum Kirchenkreis Darkehmen/Angerapp in der Kirchenprovinz Ostpreußen der Kirche der Altpreußischen Union gehörte. Die katholischen Einwohner waren Teil der Pfarrei in Gołdap im Dekanat Masuren II (Sitz: Johannisburg, polnisch Pisz) im Bistum Ermland. 
Heute gehören die mehrheitlich katholischen Einwohner Gryżewos zur Pfarrei in Żabin im Dekanat Gołdap im Bistum Ełk (Lyck) der Römisch-katholischen Kirche in Polen. Die evangelischen Kirchenglieder sind zu Kirche in Gołdap hin orientiert, einer Filialkirche der Pfarrei in Suwałki in der Diözese Masuren der Evangelisch-Augsburgischen Kirche in Polen.

## Verkehr
Gryżewo ist von Banie Mazurskie an der polnischen Woiwodschaftsstraße DW 650 (einstige deutsche Reichsstraße 136) aus direkt zu erreichen. Außerdem führt eine Straßenverbindung von Kulsze (Kulsen) sowie eine Landwegverbindung von Czupowo (Schupowen, 1938 bis 1945 Schuppa) direkt in den Ort. Eine Bahnanbindung besteht nicht.